# Takahama (Aichi)
Takahama (jap. 高浜市, -shi) ist eine Stadt in der Präfektur Aichi auf Honshū, der Hauptinsel von Japan.

## Geographie
Takahama liegt südlich von Nagoya und westlich von Okazaki.

## Geschichte

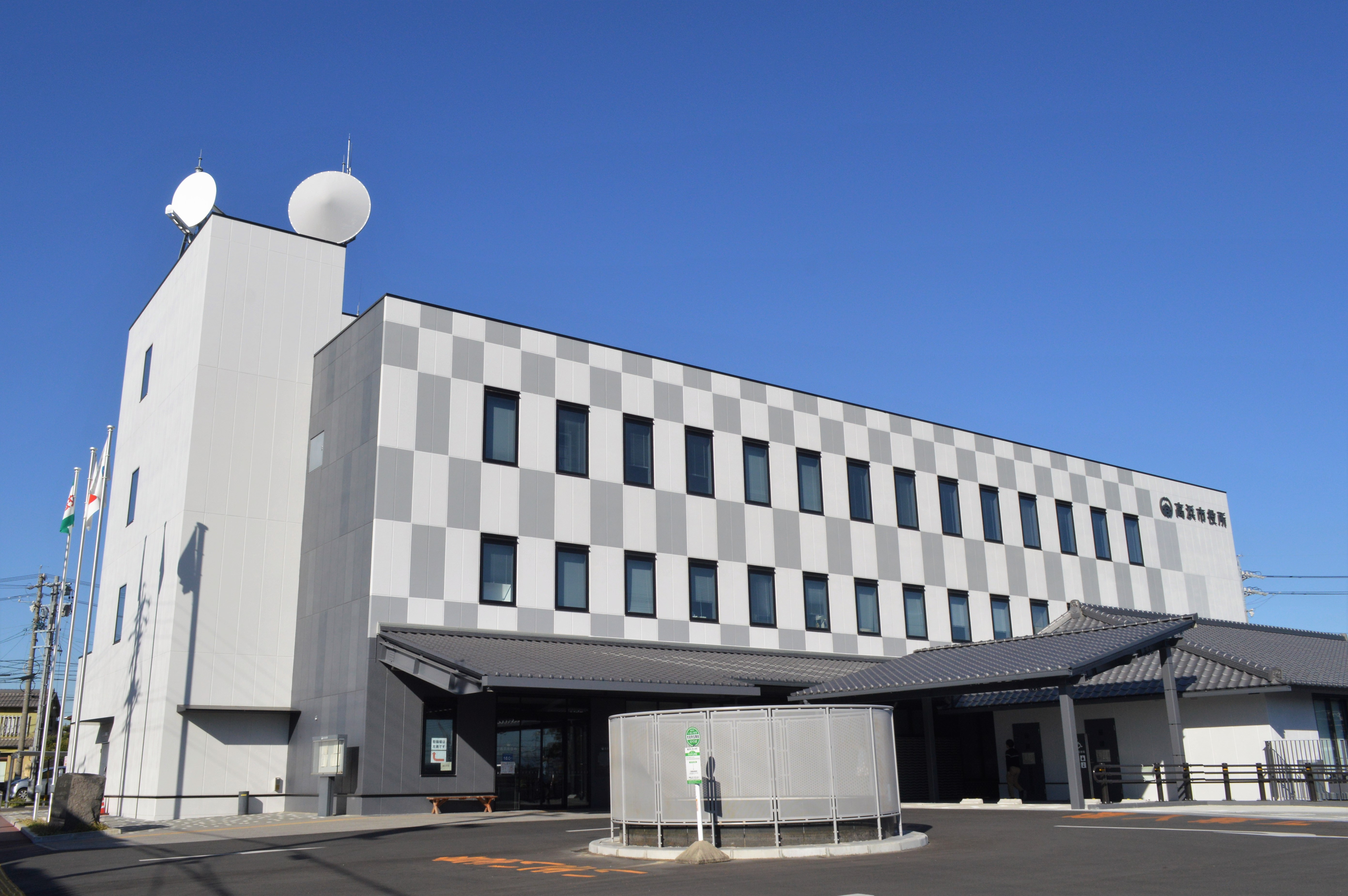
Rathaus

Die Stadt Takahama wurde am 1. Dezember 1970 gegründet.

## Verkehr
- Zug:
  - Meitetsu Mikawa-Linie

## Angrenzende Städte und Gemeinden
- Kariya
- Anjō
- Hekinan

## Persönlichkeiten
- Shun’ya Kamiya (* 1991), Fußballspieler
- Misugu Okamoto (* 2006), Skateboarderin